# سریا (استان)
سُریا (به اسپانیایی: Soria) استانی در مرکز اسپانیا، در شرق بخش خودمختار کاستیا-لئون است. 
این استان هم‌مرز با استان‌های لاریوخا، ساراگوسا، گوادالاخارا، سگبیا و بورگس است.
مرکز استان شهر سوریا است. 
جمعیت این استان ۹۱۴۸۷ نفر است (۲۰۰۵) که از این میان ۴۰٪ در شهر سوریا ساکن هستند. مساحت استان ۱۰٬۱۵۶ کیلومتر مربع است و ۱۸۳ دهستان دارد که از این میان بیش از نیمی کمتر از ۱۰۰ نفر جمعیت دارند و تنها ۱۲ روستا بیش از یکهزار نفر جمعیت دارند. 
با متوسط ۹ نفر در هر کیلومتر مربع، این استان کمترین چگالی جمعیت را در اسپانیا دارد.